# Аюдаг
Аюда́г, Аю́в-Да́г (крим. Ayuv Dağ), Ведмі́дь-гора́ — гора на Південному березі Криму. Розташована в Ялтинському районі, за 2,5 км на схід від Гурзуфа. Висота Аюдагу — 577 м, гірський масив трохи витягнутий у північно-західному напрямі на 2400 м, виступає в море на 2—2,5 км. Загальна площа — близько 5,4 км².
Із 1947 р. Аюдаг — пам'ятка природи, ландшафтний заказник загальнодержавного значення.

## Назва
Сучасна назва Аюдаг складається з двох кримськотатарських слів, кипчацького слова *aju — ведмідь, турецького *datf, кримськотатарського *dag — гора. Зовнішнім виглядом гора схожа на ведмедя, що ніби припав до моря і п'є воду. Проте, як свідчить видатний дослідник Криму Петро Кеппен, ще на початку XIX століття кримські татари називали цю гору Буюк-Кастель, що означає «велика фортеця». П. Кеппен висловлює припущення про те, що в середньовіччі гора могла мати назву Айя, від грецького «айос» — святий. Потім грецька назва Айя трансформувалась у кримську Аю-Даг. На середньовічних італійських картах-портоланах Аюдаг позначений як Камілле («верблюд»).
Найпроблематичнішим є питання щодо назви гори в античну епоху. Аюдаг часто ототожнюється з мисом Парфеніон або Партеніон, на якому, за словами грецького географа Страбона, містився храм таврської богині Діви. Деякі дослідники, наприклад Іван Бларамберг, вважають, що в античних периплах Аюдаг позначений як мис Кріу-Метопон (Метопону), що означає «баранячий лоб». Проте обидва твердження є спірними.

## Геологія
Аюдаг — класичний лаколіт. Виникла вона близько 150 млн років тому в середнеюрську епоху в результаті проникнення магми в розломи земної кори. Головною гірською породою Аюдагу є габродіабаз, дуже цінний будівельний та оздоблювальний матеріал з якого зроблено трибуни на Красній площі в Москві. Аюдаг — природний мінералогічний музей Південного узбережжя Криму, тут виявлено 18 нових мінералів. Наприклад, везувіан, невідомий в інших місцях Кримських гір.

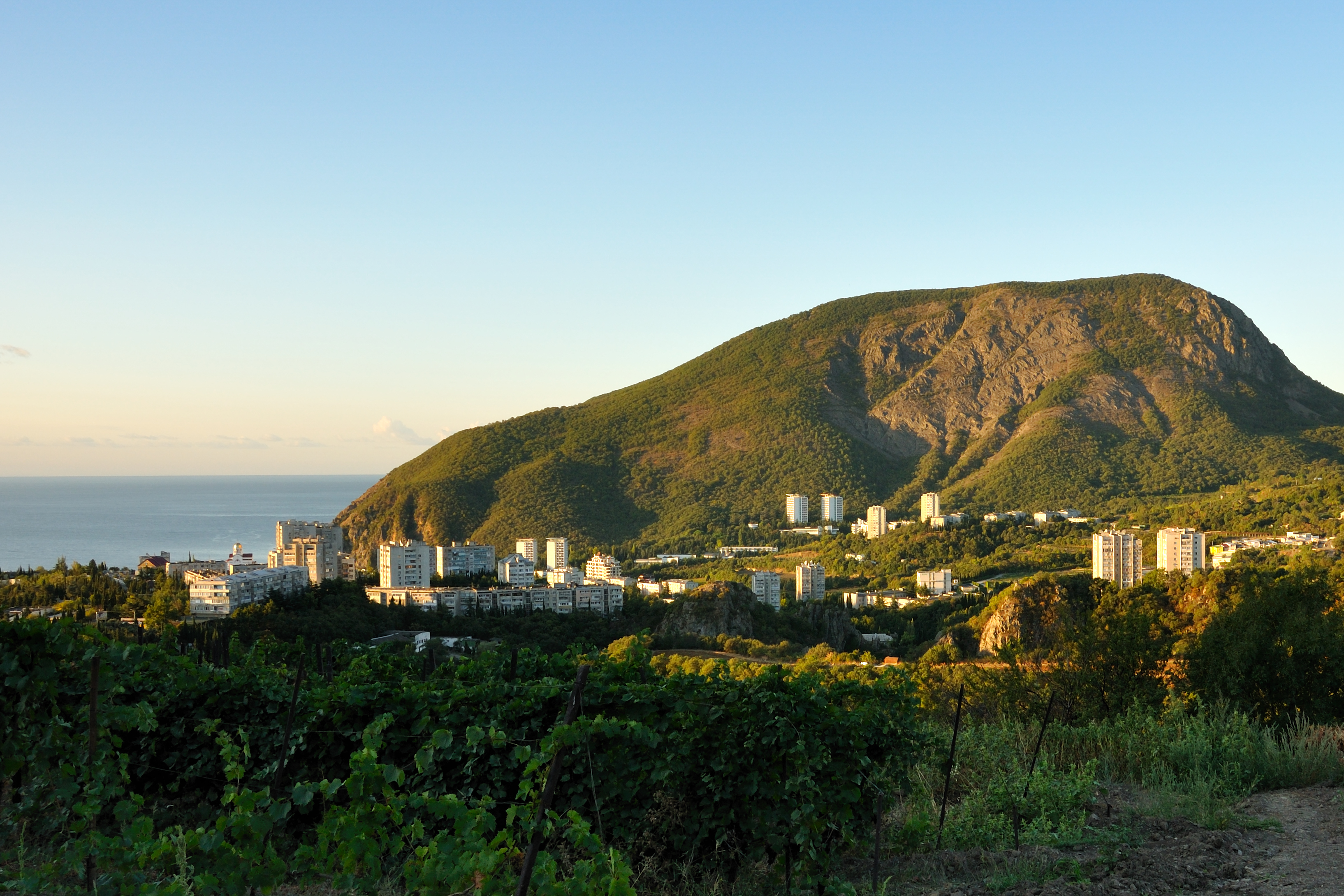
Аюдаг з боку Партеніта
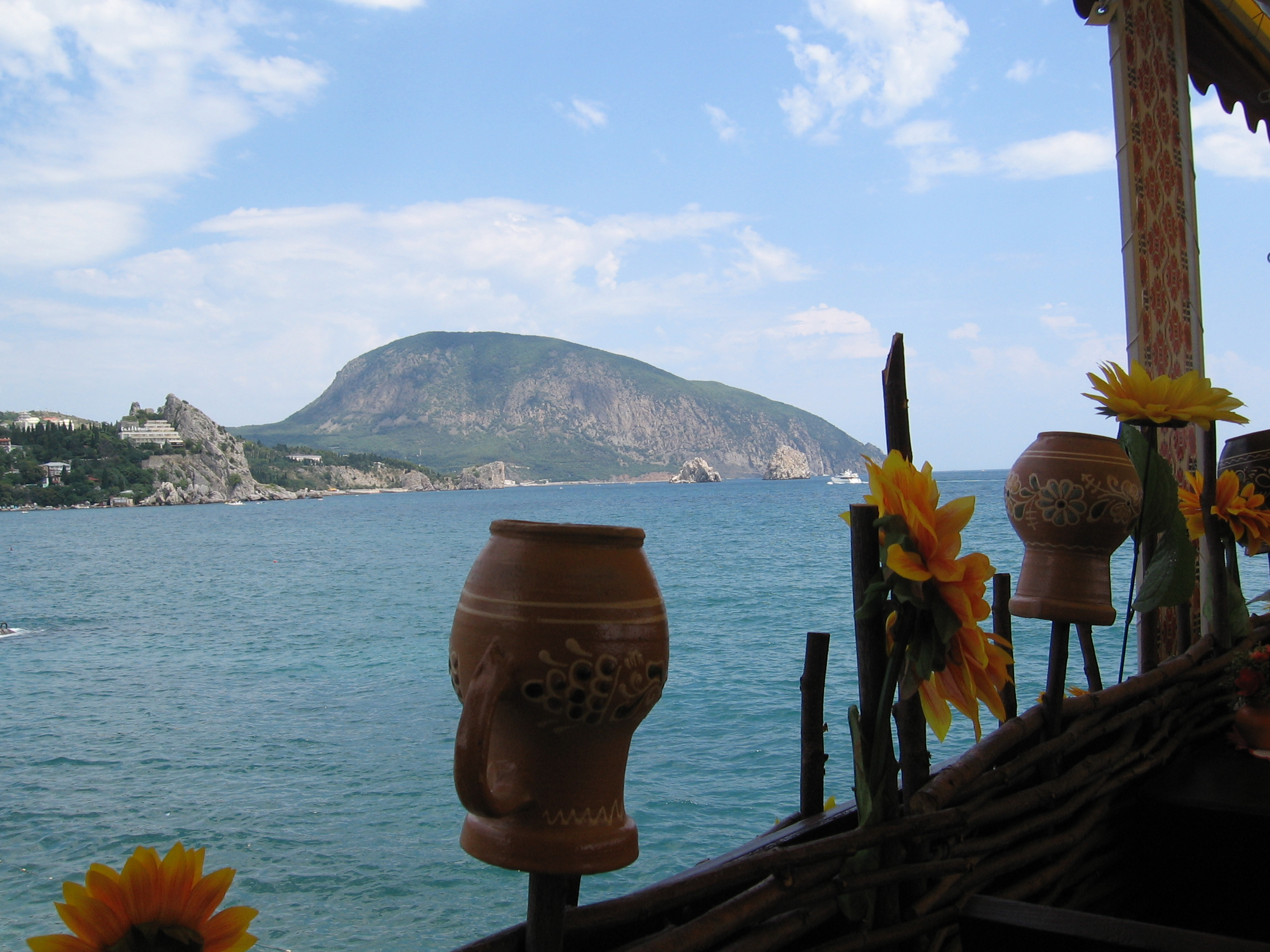
Аюдаг з боку Гурзуфа
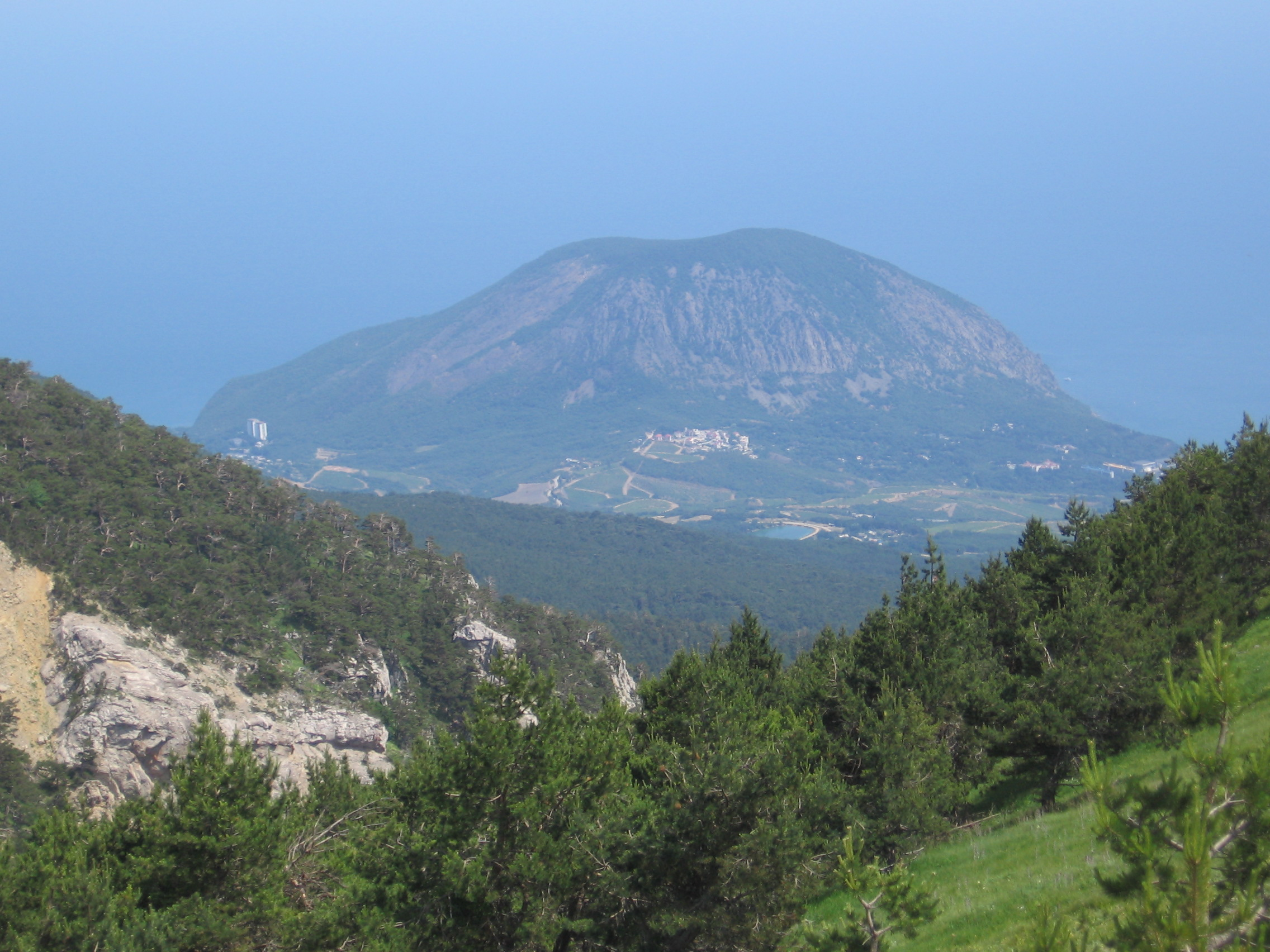
Аюдаг, вид з Гурзуфського сідла
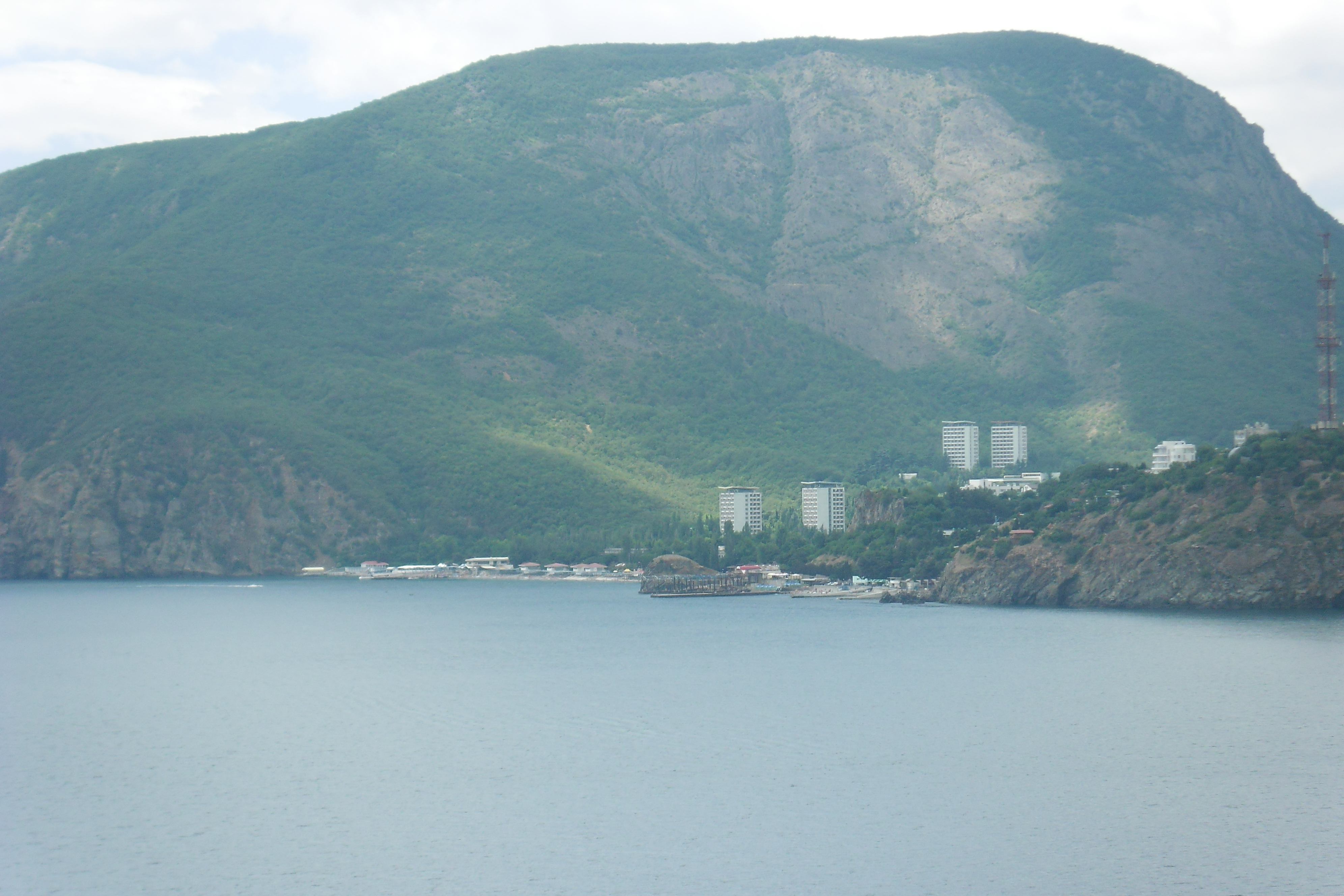
Аюдаг, вид з мису Плака
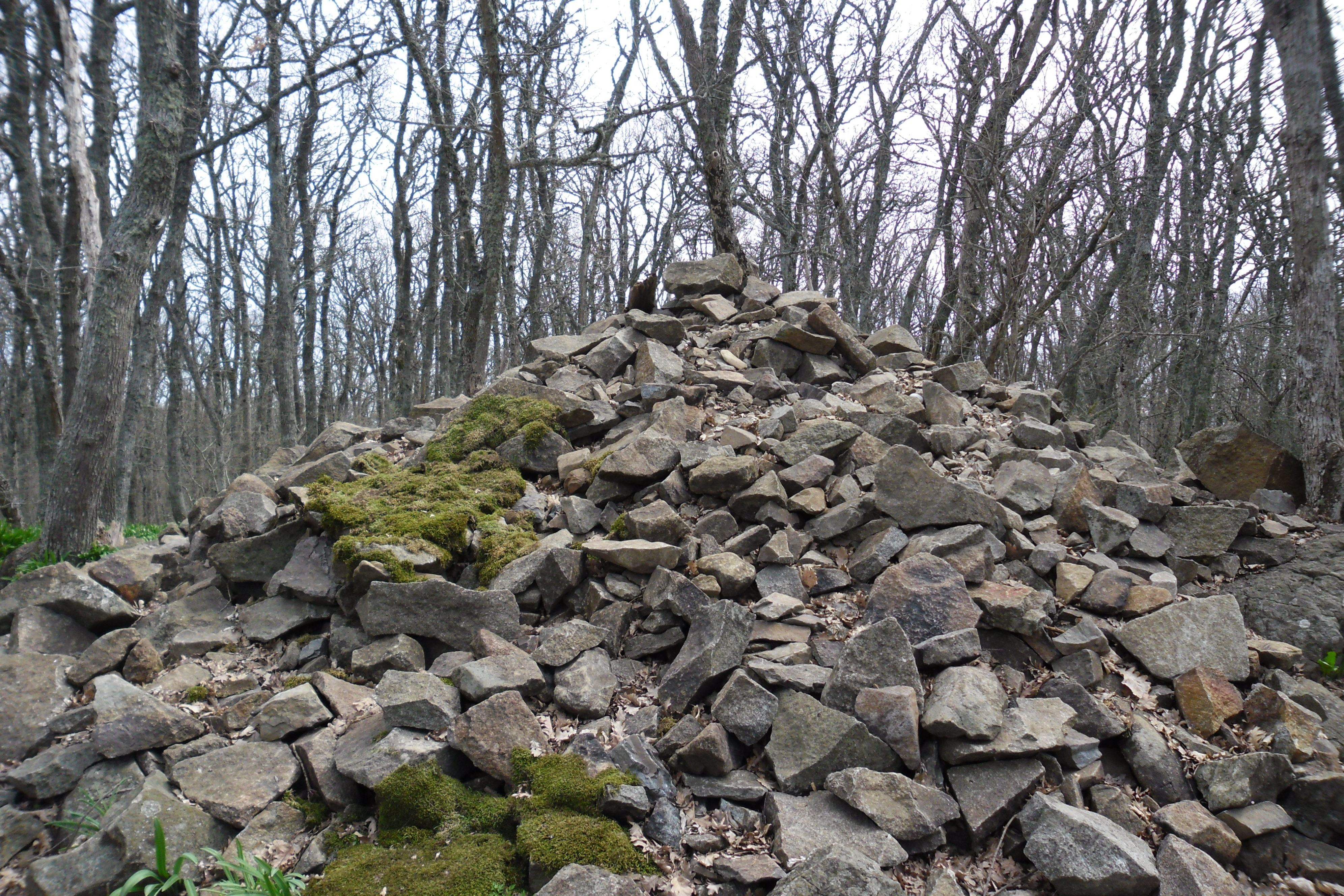
На вершині Аюдагу

## Флора і фауна

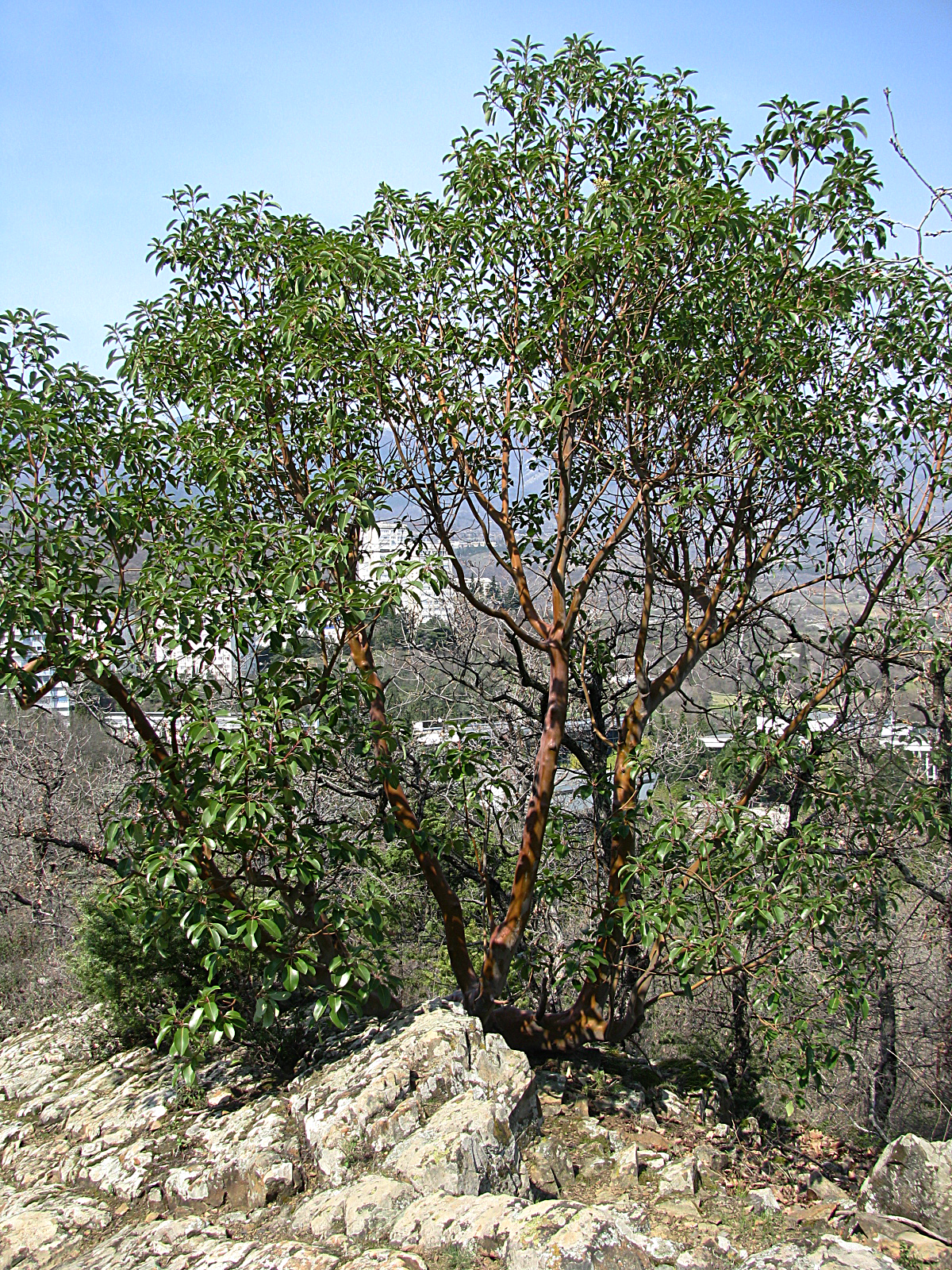
Суничне дерево дрібноплідне на горі Аюдаг

Вершина і схили Аюдагу вкриті шибляком із вкрапленнями сосни кримської. Шибляковий деревостан складається із дуба скельного і пухнастого, граба східного, ясена високого, горобини звичайної і береки, клена польового, кизилу звичайного, держидерева звичайного, шипшини звичайної тощо. Зустрічаються також реліктові рослини: суничник дрібноплодий, ялівець високий і колючий, фісташка туполиста, рускус колючий та інші. Всього флора Аюдагу налічує 577 видів рослин, із них 44 занесені до Червоної книги.
На Аюдазі мешкають лисиця, борсук, куниця кам'яна, їжак білочеревий, заєць сірий, вивірка телеутка, дрібні гризуни, кажани та інші види ссавців. На скелях Аюдагу гніздяться мартини, рідше — баклани, у лісі — горлиці, сови, дятли, синиці, горобці, сойки, дрозди та інші види птахів. Із плазунів тут зустрічаються вужі, полози, ящірки, у тому числі і безногі — жовтопузи. 16 видів тварин Аюдагу занесені до Червоної книги.
Із 1974 р. Аюдаг — заказник державного значення.

## Історія
Відомості про ранню історію Аюдагу уривчасті і суперечливі. Археологи знайшли на Аюдагу кремінні знаряддя праці епохи мезо—неоліту. В епоху пізньої бронзи — раннього заліза з IV ст. до н. е. по IV ст. н. е. на Аюдазі існувало поселення, яке деякі дослідники вважають таврським. У перші століття нашої ери гора та її околиці, можливо, потрапляють до зони впливу Боспорської держави.
Набагато краще вивчений і представлений археологічними пам'ятками середньовічний період. У VIII ст. на Аюдазі виникає великий укріплений монастир святих Апостолів Петра і Павла. Його фундатором вважають святого Іоанна, єпископа Готського. Згідно з агіографічними джерелами мощі святого Іоанна Готського покояться на території монастиря, але світу поки не явлені. Біля східного підніжжя Аюдагу містився головний храм обителі — базиліка святих Апостолів Петра і Павла. Залишки базиліки збереглися на території військового санаторію «Крим» в селищі Партеніт. Крім монастиря, на Аюдазі в середньовіччі виникає кілька невеликих поселень.

Схема туристичних маршрутів
Рештки церкви святих Костянтина й Олени на галявині Ай-Констант

Монастир і поселення проіснували до кінця XV — початку XVI ст. Після турецької окупації узбережжя Криму в 1475 р. занепадають і зникають. Деякі дослідники вважають, що люди змушені були покинути Аюдаг, внаслідок зневоднення гори після землетрусу 1423 року.